# Marcus Smith
Marcus Sebastian Smith (* 14. Februar 1999 in Manila, Philippinen) ist ein englischer Rugby-Union-Spieler. Er spielt auf der Position des Verbindungshalbs für den englischen Verein Harlequins und die englische Nationalmannschaft.

## Biografie

### Vereinskarriere
Smith ist der Sohn eines britischen Vaters und einer philippinischen Mutter. Im Alter von sieben Jahren begann er bei den Junioren des Vereins Manila Nomads mit dem Rugbyspielen. Als 13-Jähriger zog er mit der Familie nach Großbritannien und erhielt ein Sportstipendium des Brighton College, wo er die Schulmannschaft als Kapitän anführte. Smith galt als vielversprechendes Talent. Nachdem er 2016 beim prestigeträchtigen Juniorenturnier St Joseph's Rugby Festival zum besten Spieler gewählt war, wurde er in die Nachwuchsakademie der Saracens aufgenommen. Für den Verein aus dem Südwesten Londons spielte er zunächst in der Premiership Rugby Sevens Series der Jahre 2016 und 2017, außerdem gewann er die U18-Juniorenmeisterschaft der Saison 2016/17.
Sein Profidebüt in der englischen Premiership gab Smith am 2. September 2017 bei der 29:39-Niederlage gegen London Irish im Twickenham Stadium. In der Folge konnte er sich rasch als Stammspieler etablieren. 2020 stand er mit den Harlequins im Finale des Premiership Rugby Cup, doch seine Mannschaft unterlag den Sale Sharks mit 19:27. In der darauffolgenden Saison 2020/21 war Smith wesentlich für den Gewinn des englischen Meistertitels mitverantwortlich; im Finale gegen die Exeter Chiefs steuerte er vier Erhöhungen zum knappen 40:38-Sieg gegen die Exeter Chiefs bei. Im Juli 2023 gaben die Harlequins bekannt, dass er einen neuen langfristigen Vertrag unterschrieben habe; zuvor hatte es Gerüchte geben, wonach er nach Frankreich zu Racing 92 wechseln könnte.

### Nationalmannschaft
Nachdem er 2015 für die englische U16-Auswahl gespielt hatte, bestritt er 2017 mehrere Partien sowohl für die U18- als auch die U20-Auswahl. Im Mai 2017 nahm er an einem dreitägigen Trainingslager der Nationalmannschaft teil, als sie sich am Brighton College für die Sommer-Tournee nach Argentinien vorbereitete. Drei Monate später berief ihn Nationaltrainer Eddie Jones in den Trainingskader. Er beschrieb die Aufnahme von Smith in den Kader als Teil des Plans, den Nachwuchs zu entwickeln und Druck auf erfahrene Spieler wie Owen Farrell und George Ford auszuüben. Er gehörte auch zum Trainingskader vor den End-of-year Internationals 2017 und den Six Nations 2018. Mit der U20-Auswahl nahm Smith an der Juniorenweltmeisterschaft 2018 teil. Dabei erzielte er Versuche in den Gruppenspielen gegen Argentinien und Italien. Im Finale führte er zwei erfolgreiche Straftritte aus, konnte aber die 25:33-Niederlage gegen Gastgeber Frankreich nicht abwenden.
Ein Jahr später schlug Smith das Angebot aus, an der Juniorenweltmeisterschaft 2019 zu spielen. Stattdessen mit der Nationalmannschaft gegen die Barbarians an und trug 26 Punkte zum 51:43-Sieg bei. Sein erstes Test Match für die Nationalmannschaft bestritt er dann am 4. Juli 2021 beim 43:29-Heimsieg gegen die Vereinigten Staaten; ihm gelangen dabei ein Versuch und vier Erhöhungen. Nur eine Woche später wurde Smith in den Kader für die Südafrika-Tour der British and Irish Lions berufen, als Ersatz für den verletzten Finn Russell. Im Verlaufe der Tour spielte er eine Partie gegen die Stormers, während er für die Test Matches gegen die Springboks nicht berücksichtigt wurde.
Rasch etablierte sich Smith als Stammspieler. Beim Six Nations 2022 ersetzte er weitestgehend Owen Farrell, der verletzt fehlte, und kam in allen fünf Partien zum Einsatz. Sowohl gegen Italien als auch gegen Wales wurde er zum „Man of the Match“ gewählt. Im Verlaufe des Turniers erzielte er insgesamt 71 Punkte und belegte damit den ersten Platz in der Skorer-Rangliste. Der neue Nationaltrainer Steve Borthwick stufte Smith vor dem Six Nations 2023 zum Ersatzspieler zurück, weil er Farrell den Vorzug gab. Er spielte zwar vier Partien, wurde aber zweimal erst kurz vor Spielende eingewechselt. Ein halbes Jahr später gehörte er dem Kader für die Weltmeisterschaft 2023 an. Bei dieser stand er in den Vorrundenspielen gegen Argentinien, Japan, Chile und Samoa sowie im Viertelfinale gegen Fidschi und im Spiel um Platz 3 gegen Argentinien im Einsatz.

## Erfolge
Harlequins:
- Englischer Meister: 2021
- Finalist Premiership Rugby Cup: 2020
- Englischer U18-Juniorenmeister 2017